# Borbacha pardaria
Borbacha pardaria là một loài bướm đêm trong họ Geometridae.